# Премія Жінка ІІІ тисячоліття 2017
10-та церемонія вручення Всеукраїнської Премії «Жінка III тисячоліття» українським жінкам відбулася 18 листопада 2017 року в залі Національного академічного театру опери та балету України ім. Т. Шевченка у Києві.

## Номінації
Всеукраїнською премією «Жінка III тисячоліття» відзначили 36 жінок у чотирьох номінаціях: «Знакова постать», «Рейтинг», «Перспектива», а також «Надія України».

### Рейтинг
Найбільше, 31 найкраща жінка були відзначені у номінації «Рейтинг».
- Вергуш Арутюнян — приватна підприємиця, меценатка, волонтерка
- Ірина Болган — модельєрка, власниця ТМ «Ірина Болган Фешн Груп»
- Лілія Ватсон — засновниця та президент Міжнародного благодійного фонду імені Святого Андрія
- Наташа Влащенко — генеральна продюсерка телеканалу ZIK
- Олена Голець — дизайнерка одягу, засновниця брендів Golets, Dolcedonna
- Оксана Дмітрієва — лікарка-стоматологиня, засновниця клініки Status Dental Studio
- Юлія Кацьянова — власниця Модного дому VoleeYu Fashion House, дизайнерка
- Наталія Ковалко — викладачка, міжнародна експертка, адвокатка
- Ірина Козлова — директор ТОВ «Капітан- А», громадська діячка
- Яна Коробіцина — підприємиця, власниця «Galleria Milano»
- Ксенія Костенко — генеральна директор ТОВ «ТД Веріас»
- Олеся Любка-Труфіна — власниця закладів харчування, меценатка (м. Чернівці)
- Марія Лисенко — директор ліцею «Наукова зміна», заслужена працівниця освіти
- Ірина Марчук — засновниця і головна дизайнерув Дому моди Ірини Марчук
- Маделейн Волгрен Вікері (Madeleine Wallgren Veckery) — місіс Швеція-2017
- Наталія Мудрик — старша лейтенантка міліції (в запасі), багаторазова чемпіонка України, Європи і світу, майстер спорту міжнародного класу з кульової стрільби
- Міла Нітіч — співачка
- Світлана Новохацька — віцепрезидент ДП «Київміськбуд»
- Катерина Одарченко — політична консультантка, партнерка SIC Group
- Лілія Олійник — засновниця Школи досконалості, Центру розвитку та дозвілля Ilivecentre
- Оксана Петровська — директор Дніпропетровського академічного українського музично-драматичного театру ім. Шевченка, заслужена артистка України
- Орися Примак — вчителька, мати будинку сімейного типу (м. Рівне)
- Катерина Романенко — Голова сільської ради с. Нараївка, Гайсинський район, Вінницька область
- Юлія Світлична — голова Харківської обладміністрації
- Стелла Станкевич — генеральна директор ТДВ «Трембіта», м. Чернівці
- Тамара Токмачова — головна тренерка збірної команди України зі стрибків у воду
- Світлана Тімохова — генеральна директор роздрібної дитячої мережі «Літтл Хауз»
- Ганна Феєр — генеральна директор Закарпатської школи моделей
- Марія Шрамко — керівниця Міжнародного кулінарного центру (Ісландія)
- Карина Янчук — дефлімпійська чемпіонка, м. Харків
- Євгенія Ярова — начальниця управління освіти Шевченківської РДА в м. Києві

### Знакова постать
У номінації «Знакова постать» були нагороджені чотири жінки:
1. Олена Колесник — директор Інституту раку, доктор медичних наук, заслужений лікар України;
2. Ірина Луценко — народна депутатка України;
3. Галина Лосєва — співвласниця заміського сімейного клубу «Трипільське сонце», волонтерка, благодійниця;

Спеціальна відзнака — за значний внесок за дотримання прав вимушено переселених осіб, осіб, які постраждали внаслідок військових дій та будь-яких форм торгівлі людьми, а також за винесення питання гендерних прав на широке обговорення в суспільстві
- Надія Федорович — заступниця Міністра соціальної політики України.

### Перспектива
Премією «Перспектива» нагородили вокальну студію «Острів дитинства» зі Львова.

### Надія України
Премією Надія України стала Софія Злотник — юна співачка, композиторка, поетеса.

## Ведучі
Незмінно і традиційно ведучими церемонії нагородження премії були народний артист України, лауреат державної премії імені Т. Г. Шевченка Олексій Богданович та народний артист України Василь Ілащук.
Нагороджували найкращих українських жінок, як завжди, чоловіки: професор, композитор, народний артист України Олександр Злотник, народні депутати України Андрій Кожемякін, Юрій Чижмар, Андрій Шинькович, міністр культури України Євген Нищук, мер міста Глухова Мішель Терещенко, відомий актор Ахтем Сейтаблаєв, відомий футболіст Владислав Ващук, Президент паралімпійського комітету України Валерій Сушкевич, бізнесмени Олег Дзюбяк і Вадим Скопиченко, відомий український парфумер Богдан Зубченко.
Зі сцени Премії своїми номерами вітали Олександр Тищенко, Василь Лазарович, Лука, заслужений артист України Олег Шак та володарки титулу Жінка III тисячоліття, народна артистка України Наталія Шелепницька, Міла Нітіч, Олена Чінка, Наталія Валевська, Софія Злотник.

## Особливості
Нагородження Місіс Всесвіт Швеції-2017 Маделейн Волгрен Вікері.